# Josef Witthaut
Josef Witthaut (* 6. November 1898 in Barkhausen; † 11. Februar 1979 in Paderborn) war ein deutscher katholischer Priester und Häftling im Konzentrationslager Dachau.

## Leben
Nach dem Abitur studierte der Sohn einer Bauernfamilie in Paderborn und München Theologie; am 20. März 1926 wurde er in Paderborn zum Priester geweiht. Danach war er drei Jahre Vikar in Andreasberg, von wo er 1929 nach Brügge (Lüdenscheid) versetzt wurde. In der Zeit des Nationalsozialismus führten wegen seiner offen kritischen Haltung zum Nationalsozialismus mehrfach Konflikte mit den Ortsfunktionären der SA / Gestapo zu Verhörvorladungen. 1944 wurde er nach Denunziation in „Schutzhaft“ genommen und am 17. März 1944 in das KZ Dachau überführt. Angeblich habe er „erhebliche Unruhe unter das Volk getragen“. Am 11. April 1945 wurde er kurz vor der Befreiung des KZ Dachau durch die Amerikaner entlassen und kehrte nach Brügge zurück. 1949 wurde er zum Pfarrer in Rimbeck ernannt, wo er bis zu seiner Pensionierung 1973 wirkte.